# Saint-Guidon/Sint-Guido
Saint-Guidon/Sint-Guido – stacja metra w Brukseli, na linii 5. Zlokalizowana jest pomiędzy stacjami Veeweyde/Veeweide i Aumale. Została otwarta 6 października 1982.